# Binduga (województwo pomorskie)
Binduga (kaszb. Bindëga, niem. Bindugga) – wieś kaszubska w Polsce położona w województwie pomorskim, w powiecie chojnickim, w gminie Konarzyny.
W latach 1975–1998 miejscowość administracyjnie należała do województwa słupskiego.